# La grève des nourrices
La grève des nourrices è un cortometraggio del 1907.

## Trama
Infermiere e cameriere scioperano lasciando i piccoli brutalmente. Vanno tutte alla borsa del lavoro per protestare, si ritrovano poi per le strade dimostrando e incontrando un esercito di bambini e polizia. Dall'altra parte della città i bambini sequestrano tutte le bottiglie di latte: anche loro si ritrovano per strada protestando con striscioni "Abbasso le tate!".

## Fonti[1]
- Henri Bousquet: Annunciata nel supplemento del luglio 1907
- Susan Dalton: Film Pathé Brothers - Supplemento. Parigi: Pathé, luglio 1907., p 027
- Catalogo Pathé Dagli anni 1896 al 1914 (1907-1909), di Henri Bousquet, p 033
- Bures-sur-Yvette, Editions Henri Bousquet, 1994-2004

## Proiezioni[1]
1. Pathé Grolée, Lione, 13.9.1907